# Eptesicus furinalis
El murciélago pardo común (Eptesicus furinalis) es una especie de  murciélago de Sudamérica y América Central.
De biología poco estudiada, habita en el interior de árboles y en casas.